# Shottas
Shottas es una película de criminales jamaicana de 2002, dirigida por Cess Silvera.

## Argumento
Dos jóvenes originarios de Jamaica, nacidos en medio de la violencia y la pobreza en Kingston, intentan convertirse en Shottas, o gánsteres, para ascender en la escala social.
Tras engañar al conductor de una camioneta, los dos descubren que está llena de dinero, por lo que aprovechan para ir a Estados Unidos e intentar gestionar el tráfico de drogas entre Miami y Kingston. Sin embargo, pronto surge un problema con los jefes locales.

## Reparto
- Ky-Mani Marley como Biggs
- Spragga Benz como Wayne
- Louie Rankin como Teddy Bruck Shut
- Paul Campbell como Mad Max
- Wyclef Jean como Richie
- J.R. Silvera como Young Biggs
- Carlton Grant Jr. como Young Wayne
- Munair Zacca como M. Anderson
- Claudette Pious como Auntie Pauline
- Isiah Laing como Detective Laing